# Les plus grands succès de Dalida (1976)
Les plus grands succès de Dalida è una raccolta della cantante italo-francese Dalida, pubblicata nel 1976 da Barclay.
È costituita da due vinili per un totale di ventiquattro brani.
Venne commercializzata anche in doppia musicassetta.

## Tracce

### Disco 1
Lato A
1. Dans le bleu du ciel bleu
2. Le jour où la pluie viendra
3. Buenas noches mi amor
4. Tu n'a pas très bon caractère
5. Mélodie perdue
6. Je pars

Lato B
1. Rendez-vous au Lavandou
2. Piccolissima serenata
3. Lazzarella
4. Calypso italiano
5. Histoire d'un amour
6. Guitare et tambourin

### Disco 2
Lato C
1. Vieni vieni sì
2. L'arlequin de Tolède
3. Ce serait dommage
4. Je te tenderai les bras
5. Luna caprese
6. Ne joue pas

Lato D
1. Le petit Gonzales
2. Chaque instant de chaque jour
3. Allo... tu m'entends
4. Le petit claire de lune
5. El Cordobes (Manuel Benitez)
6. Viva la pappa